# Außenlast

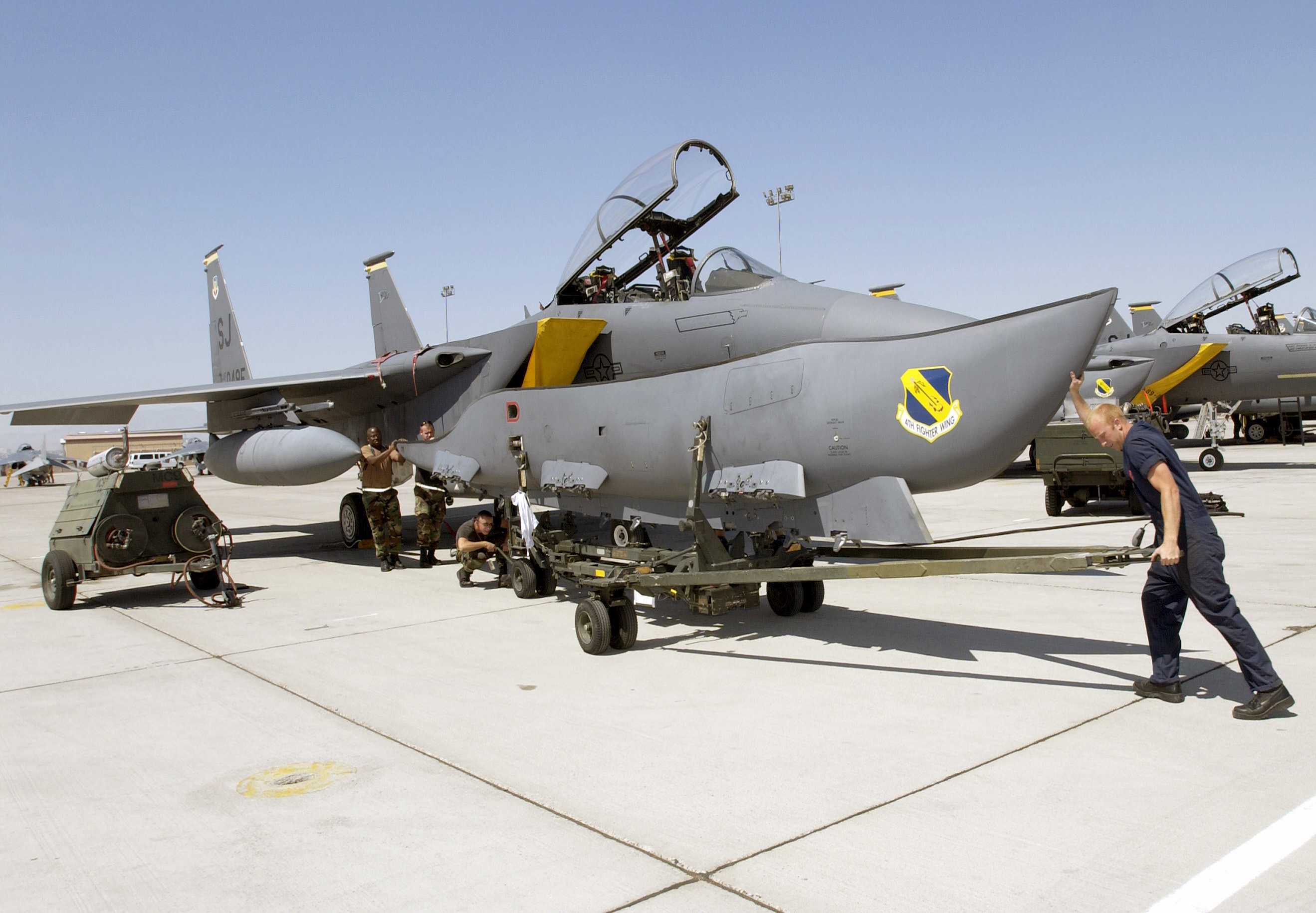
Abgenommener CFT einer F-15

Als Außenlast bezeichnet man Lasten, die zivile oder militärische Luftfahrzeuge (Drehflügler oder von Starrflügelflugzeuge) außerhalb des Flugzeugrumpfes transportieren.
Der Hubschrauber Mil Mi-12 hält einige Weltrekorde für Drehflügler. Er transportierte unter anderem 40 t Außenlast auf etwa 2.000 m Höhe und 30 t auf etwa 3.000 m Höhe.
Zivile Außenlasten sind beispielsweise Löschwasser-Außenlastbehälter für Hubschrauber und Baumstämme beim Heli-Logging. Militärische Lasten sind beispielsweise Aufklärungsbehälter, Abwurftanks und Waffen. Sowohl zivile als auch militärische Transporte werden als Lastenflug durchgeführt.
Der Artikel befasst sich speziell mit militärischen Außenlasten, da hier die Integration an die Trägerplattform die gewünschten hohen Flugleistungen negativ beeinflusst. Deshalb wurden und werden Maßnahmen entwickelt, um den Strömungswiderstand von Außenlasten zu reduzieren. Die bekannteste Maßnahme sind Conformal Fuel Tanks (CFT), also Zusatztanks für Flugzeuge, deren Form an die Kontur des Flugzeugs angepasst ist.

## Geschichte

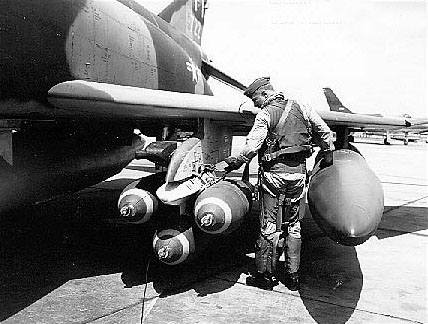
Mehr Luftwiderstand mit MER

Kampfflugzeuge tragen seit dem Zweiten Weltkrieg Fliegerbomben oder andere Lasten extern. Bei den niedrigen Geschwindigkeiten von Propellerflugzeugen war dies kein Problem, meist wurde ohnehin nur mit den intern  montierten Maschinenkanonen geschossen. Als nach dem Krieg die ersten Düsenflugzeuge auftauchten, war die externe Bewaffnung sehr beschränkt, da das Konzept der massiven Vergeltung verfolgt wurde. Nach der Änderung der Nuklearstrategie waren konventionelle, taktische Einsätze von Kampfflugzeugen gefragt, und so wurden die existierenden F-105 Thunderchief und F-4 Phantom II mit möglichst vielen Aufhängepunkten für Bomben ausgerüstet. Schlüssel dafür waren die Multiple Ejector Racks (MER), welche drei Bomben nebeneinander fassen konnten. Damit tat sich allerdings ein Problem auf: Der Luftwiderstand des beladenen Kampfflugzeuges stieg drastisch; Flugleistungen, Ausdauer und Reichweite fielen sehr stark. Häufig übersteigt der Luftwiderstand der Außenlasten den Luftwiderstand der Flugzeugzelle.
Das Problem war, dass die Flugzeugdesigner ihren Maschinen eine aerodynamisch effiziente Formgebung verpassten, die zumindest das Publikum auf Flugschauen beeindrucken konnte, aber anscheinend völlig überrascht waren, als sie erfuhren, dass das Militär Waffen daran hängen wollte. Um diese Entrückung zu korrigieren, wurde von USAF und US Navy eine Reihe von Untersuchungen zur Widerstandsreduktion von Außenlasten durchgeführt, wobei sich die Conformal Carriage, also die rumpfkonforme Aufhängung, als am effizientesten entpuppte. Im Conformal Carriage Flight Test Program wurde eine F-4B mit einem Conformal Adapter am Unterrumpf ausgerüstet, in den Auswerfer vom Typ LODE-14 von Douglas integriert waren. Der Adapter war in zwei Versionen verfügbar: Eine Variante konnte 9 Rockeye II in drei Reihen zu je drei Bomben aufnehmen, die andere 12 Mark 82 in drei Reihen zu je vier Bomben. Die Bomben waren so halbversenkt am Unterrumpf der F-4B befestigt. Während der 36 Testflüge wurden Bombenabwürfe und die Flugenveloppe erprobt. Bis auf kleinere Probleme war das Programm ein voller Erfolg. Die modifizierte F-4B hatte 60 % weniger Luftwiderstand und benötigte weniger Kraftstoff als eine Original-F4, da der Adapter die Flächenverteilung der F-4B verbesserte. Die Höchstgeschwindigkeit bei gleicher Zuladung stieg von Mach 1,1 auf Mach 1,8. Der Missionsradius erhöhte sich um fast 50 %, die Ausdauer wurde verdoppelt. Die modifizierte F-4B konnte Missionen fliegen, für die eine normale F-4B zwei 370 gal (1400 l) Abwurftanks benötigen würde. Das Handling war bis auf das größere Gewicht mit der normalen F-4B identisch. Obwohl die Umrüstung insgesamt nur 50-75.000 USD (1971) pro Flugzeug kostete, weigerten sich USAF und USN, die Verbesserung zu übernehmen, mit der Begründung, dass die F-4 1982 ausgemustert werden sollte.
Bei der Entwicklung von Panavia Tornado und F-14 Tomcat wurden die Erkenntnisse des Programms genutzt: beide Flugzeuge tragen ihre Waffen rumpfnah. Strenggenommen handelt es sich nicht um rumpfkonforme Aufhängungen, reduziert allerdings den Luftwiderstand, siehe unten. Erst mit der F-15 Eagle wurden mit den FAST-Packs alle Vorteile von rumpfkonformen Außenlasten ausgenutzt. Die rumpfkonformen Tanks, welche gemäß der Flächenregel an das Flugzeug angepasst wurden, erhöhen die Unterschallreichweite um 230 nm, den Kampfradius im Überschall um 100 nm, verschaffen 2,5–3 Stunden Ausdauer bei 500 nm Einsatzradius, einem um mehr als 450 nm höheren Einsatzradius mit drei 2000-Pfund-Bomben und mehr Waffenstationen. Bereits 1975 plante der McDonnell Douglas verschiedene Varianten der Fuel and Sensor, Tactical (FAST) Packs:
- Alles voller Kraftstoff, Conformal Fuel Tank (CFT)
- Aufklärungsausrüstung
- Vorn Emitter-Lokalisierungssystem für Wild Weasel, hintere 75 % Kraftstoff
- Vorn EloGM-Systeme, hintere 75 % Kraftstoff
- Alles voller Kraftstoff und unten drei/vier halbversenkte Waffenaufhängungen für Mark 84/Mark 82
- Alles voller Kraftstoff und unten zwei halbversenkte Waffenaufhängungen für BVR-Flugkörper
- Vordere 50 % Kraftstoff, hintere 50 % für Schubsteigerungen (JATO?)
- Als Frachtcontainer
- Vordere 30 % für Rohrwaffe, hinten Kraftstoff
- Sprühtanks, mglw. für chemische Kampfstoffe
- Luftbetankungsbehälter
- Interner Waffenschacht, Conformal Weapons Bay (CWB)
- Oben Tank, unten zwei oder drei Reihen vollversenkter Waffen, um 180° gedreht und mit Schutzkappen über der Nase: 2 × 7 M117, 3 × 7 Snake Eye-Bombe, 3 × 5 Mark 82, 2 × 5 Mark 83

Letztlich wurde nur eine Tank-Variante mit externen Waffenhalterungen (Pylonen) von der USAF übernommen. Erst 2013, mehr als 35 Jahre später, soll für die F-15SE die FAST-Variante mit Waffenschacht umgesetzt werden. In den achtziger Jahren wurden noch sogenannte blended weapons untersucht, welche eine rumpfkonforme Form haben und als aerodynamische Bauteile wirken sollten. Der Waffenauswurf nach oben wurde ebenfalls untersucht, da dieser im Tiefflug vorteilhaft ist. In den 70er Jahren wurden auch zukünftige Kampfflugzeuge mit integrated conformal carriage vorgeschlagen: Diese hätten am Unterrumpf mehrere Längsrinnen, in welche Waffen montiert werden könnten, statt Außenlaststationen unter der Tragfläche zu verwenden. Diese radikalen, aerodynamisch sinnvollen Konzepte setzten sich aber nicht durch. Heute nutzen fast alle modernen Kampfflugzeuge mehr oder weniger Methoden, um den Luftwiderstand von Außenlasten zu reduzieren. Besonders rumpfkonforme Kraftstofftanks, sogenannte Conformal Fuel Tanks sind dabei beliebt, da Kraftstofftanks bei fast jeder Mission mitgeführt werden müssen, und einen beträchtlichen Luftwiderstand verursachen.

## Hintergründe

### Theorie
Bei der theoretischen Betrachtung des Problems stößt man auf die Breguet’sche Reichweitenformel. Unter der Annahme, dass die Außenlasten den Luftwiderstand des Luftfahrzeugs verdoppeln – in manchen Fällen eine optimistische Annahme – müsste theoretisch die doppelte Kraftstoffmenge mitgeführt werden, um dieselbe Reichweite zu erzielen. Würde nun die interne Kapazität um 100 % erhöht werden, wäre ein Anstieg der Leermasse um ca. 12 % die Folge, was wiederum einen weiteren Anstieg der internen Kraftstoffmenge nötig machen würde usw. Folglich ist es sinnvoller den Luftwiderstand der Außenlasten zu reduzieren.

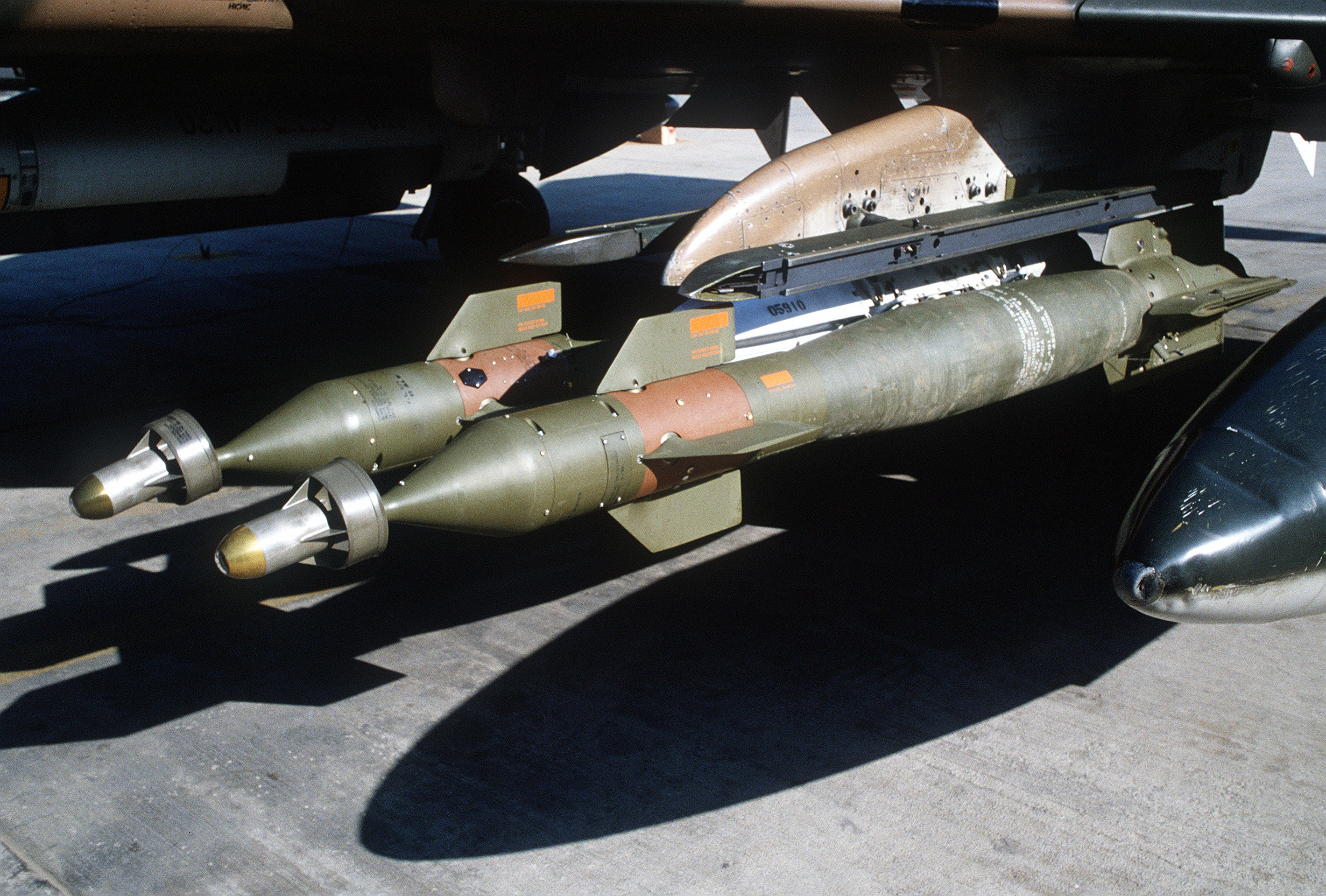
Doppelhalterung an einer F-4 für zwei GBU-12 Paveway II à 500 Pfund

Ein älteres Kampfflugzeug mit vier Waffenhalterungen mit Gestellen für je zwei nebeneinander hängenden Bomben hat etwa den 2,5-fachen Luftwiderstand eines unbeladenen Flugzeuges. Die Waffen und ihre Interferenz entsprechen allein bereits dem 1,5fachen des unbeladenen Flugzeugs. Werden die Waffen an den Aufhängungen aerodynamisch verkleidet, quasi in einen externen Waffenbehälter gesteckt, sinkt der Luftwiderstand etwa auf das 1,7fache eines unbeladenen Flugzeuges. Mit weiteren Maßnahmen wie Verschlankung lässt sich der Luftwiderstand auf das 1,4fache eines unbeladenen Flugzeuges drücken. Radikalere Maßnahmen wie eine Tandemanordnung können den Luftwiderstand weiter auf das 1,1fache reduzieren.
Zur Berechnung des Luftwiderstandes durch Außenlasten gibt es verschiedene empirische Formeln, z. B. vom Royal Aircraft Establishment. Dabei muss der Luftwiderstand jeder Außenlast mit einem Installationsfaktor multipliziert werden, der von der Art der Außenlaststation abhängt, und mit einem Interferenzfaktor multipliziert werden, der von den gesamten Außenlasten abhängt. Dabei kann festgestellt werden:
- Der Abstand von Außenlasten sollte mindestens deren Durchmesser entsprechen, um den Interferenzwiderstand gering zu halten
- Waffen sollten im Tandem getragen werden, da die Vordere die Hintere vor der Strömung abschirmt. Besonders im Überschall wichtig.
- Der Installationsfaktor bei der Montage an den Rumpf liegt bei maximal 1,3. Der Widerstand der Außenlast entspricht somit maximal dem 1,3fachen des Wertes in der Freiströmung.
- Der Installationsfaktor bei halbversenkter Montage am Rumpf liegt bei unter 1. Der Widerstand der Außenlast ist somit geringer als deren Wert in der Freiströmung.
- Die Unterdruckzone/Wirbelbildung von Pylonen sollte reduziert werden. Kritisch, da Pylone etwa 50 % des zusätzlichen Widerstandes ausmachen können.
- Rumpfmontierte Waffenbehälter zum Tragen von Bomben sind sehr effizient, mit +6/12 % Widerstand statt +30/96 % bei normaler Aufhängung, wenn mehr als 4/6 TMD intern Platz haben (Unter-/Überschall).[6]

Ein Waffenschacht kann den Luftwiderstand der Nutzlast auf fast Null reduzieren, schafft allerdings eigene Probleme: Größe und Kosten des Fluggerätes steigen, die Aufnahmemöglichkeit von Waffen ist beschränkt, der Strömungswiderstand des unbewaffneten Flugzeuges steigt durch den Volumenbedarf des Waffenschachtes, das Beladen und die Weitergabe von Zieldaten wird erschwert und der Auswurf ist strömungstechnisch herausfordernd, weil geöffnete Schachttüren starke unstetige Strömungen und Schalldruckpegel von bis zu 170 dB verursachen können.

### Praxis

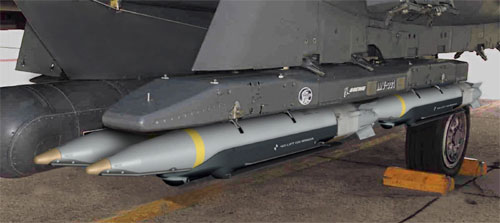
Strömungsoptimierter Träger für vier Small Diameter Bombs à 285 Pfund

Konkret werden Bomben wie die Small Diameter Bomb (SDB) im Tandem transportiert, und Startschienen für Außenlasten werden in die Aerodynamik der Flugzeugzelle integriert. Bestes Beispiel dafür sind Startschienen an den Flügelspitzen, wodurch der Zusatzwiderstand des Pylons entfällt. Beim Eurofighter oder der F-14 sind die Startvorrichtungen an den Flügelenden bzw. dem Schwenkgelenk Teil der Flugzeugzelle und können nicht abmontiert werden. Damit wird ihr Widerstand bei der Performance des unbewaffneten Flugzeuges berücksichtigt. Die Montage von Waffen direkt am Rumpf ist ebenfalls widerstandgünstig, weil auch hier die Pylone wegfallen, welche bis zu 50 % des Zusatzwiderstandes ausmachen können. Da die Montage auch mit Pylonen am Rumpf immer noch widerstandsärmer ist als unter den Tragflächen, werden Kampfflugzeuge in der Regel von innen nach außen beladen.
Eine weitere Möglichkeit ist der Transport von aerodynamisch ungünstigen Lasten in einem externen Waffenbehälter. Diese sind unter anderem für die F-22 und die F/A-18E/F Block III angedacht. Bei letzterer soll der Enclosed Weapons Pod am Unterrumpf befestigt werden. Für den Boeing-Sikorsky RAH-66 waren ebenfalls externe Waffenbehälter angedacht, welche als verdickte Stummelflügel je zwei Hellfire und eine ATAS aufnehmen sollten. Bei diesen Plattformen spielt auch der Wunsch nach einer reduzierten Radarrückstrahlfläche eine Rolle.
Die Anbringung von flächengeregelten Beulen auf dem Rumpf des Flugzeuges wird meist für Kraftstofftanks genutzt, da die Raumausnutzung besser als bei interner Bewaffnung ist. Trotzdem werden rumpfkonforme „Blasen“ auch zur Unterbringung von Waffen genutzt, z. B. bei der F-15SE. Andere Varianten der FAST-Packs wurden nicht verwirklicht, obwohl so für jedes militärische Bedürfnis eine widerstandsarme Nutzlast möglich ist.
Die Verwendung von halbversenkten Waffen und Tanks ist die effizienteste Art, Außenlasten zu transportieren. Die English Electric Lightning sollte z. B. an der halbversenkten Unterrumpfstation entweder einen Kraftstofftank oder ein Raketentriebwerk tragen können. Letztlich wurden aber nur die 1130-l-Tanks beschafft, die anfangs im Flug abwerfbar waren. Auch der Eurofighter nutzt die Möglichkeit, bis zu vier AMRAAM/Meteor-Raketen halbversenkt unter dem Rumpf zu tragen. Der Luftwiderstand der Waffen ist so geringer, als wenn sich diese in einer Freiströmung bewegen würden; zusätzlich wird durch die Tandemanordnung der Widerstand reduziert.

## Systembetrachtungen

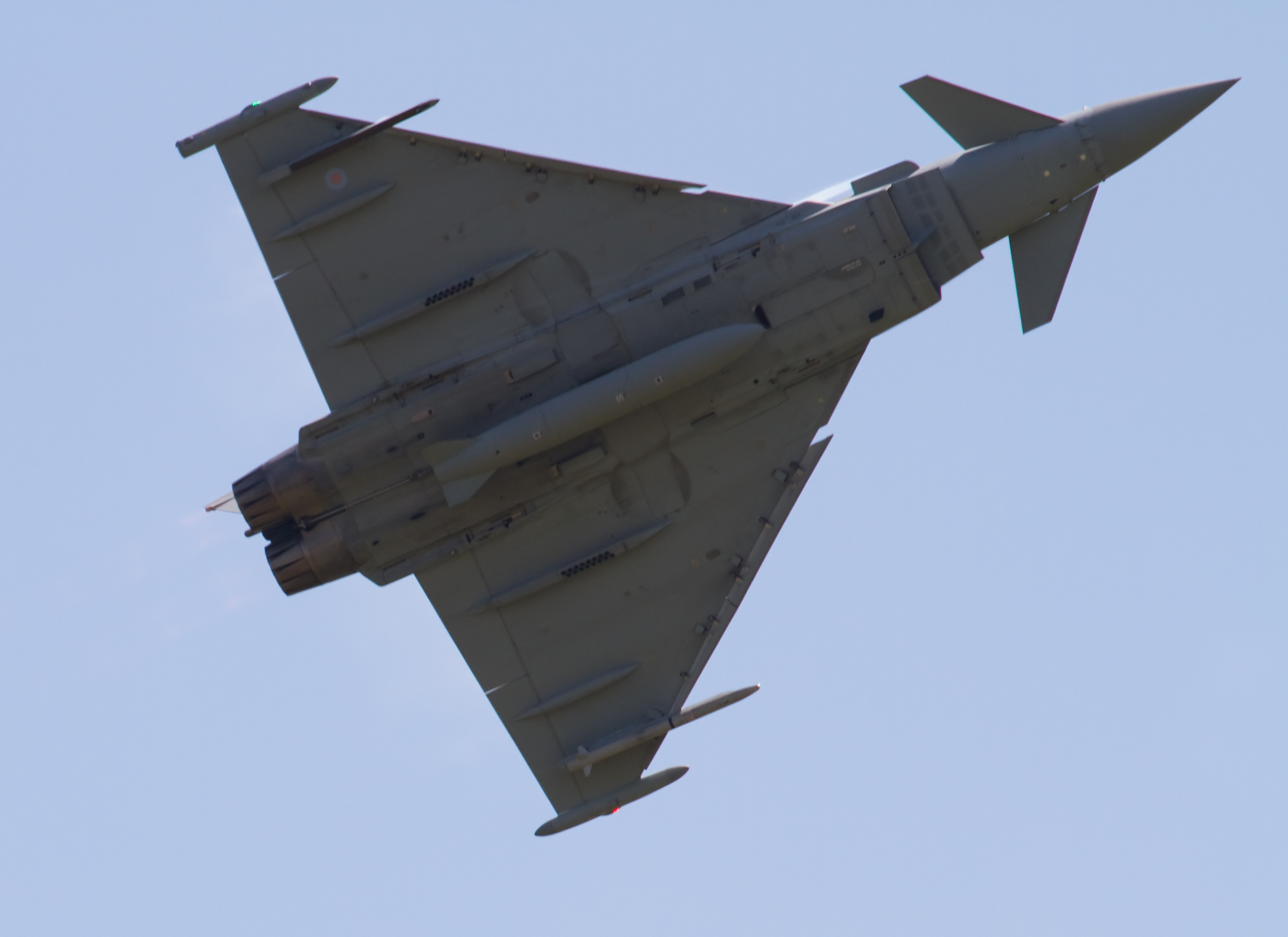
Eurofighter: Vier halbversenkte Waffenstationen als Tandem und zwei fixe Startschienen
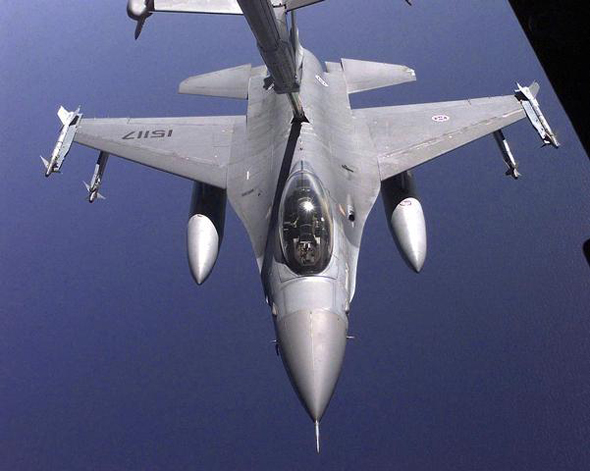
F-16: Zwei fixe Startschienen an den Flügelspitzen
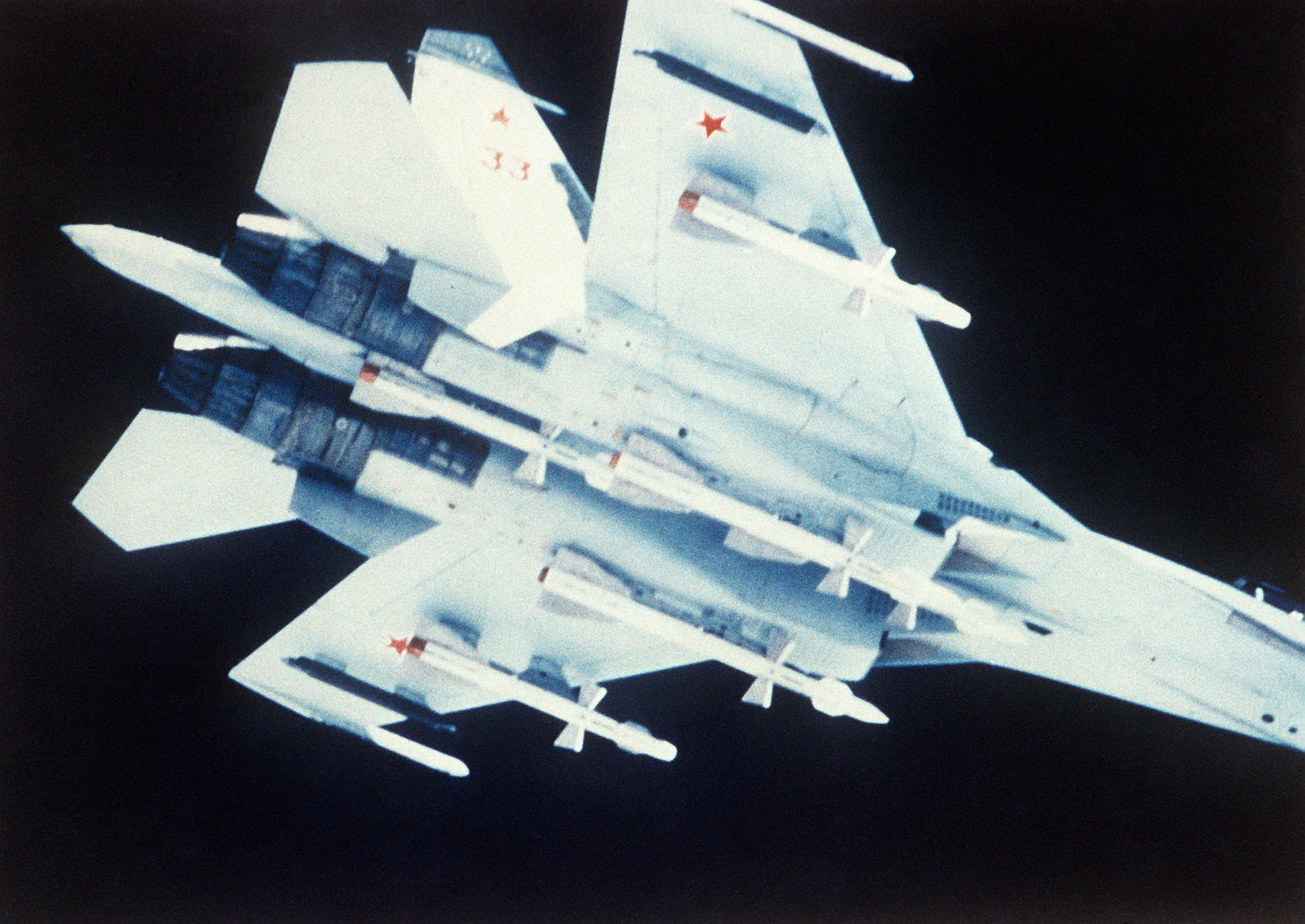
Su-27: Vier Flugkörper am Rumpf befestigt, zwischen den Triebwerken als Tandem
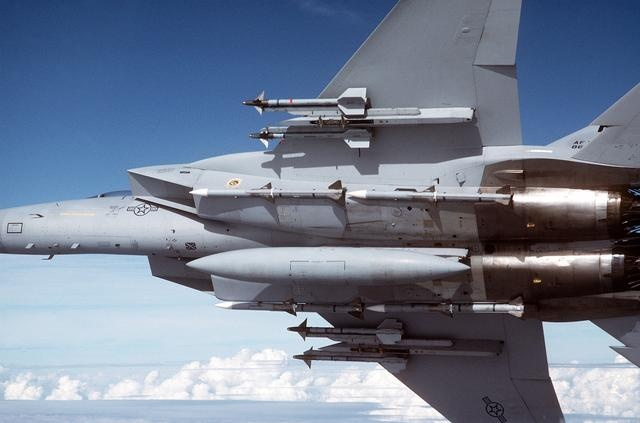
F-15: Vier Flugkörper direkt als Tandem am Rumpf montiert und Tank am Unterrumpf
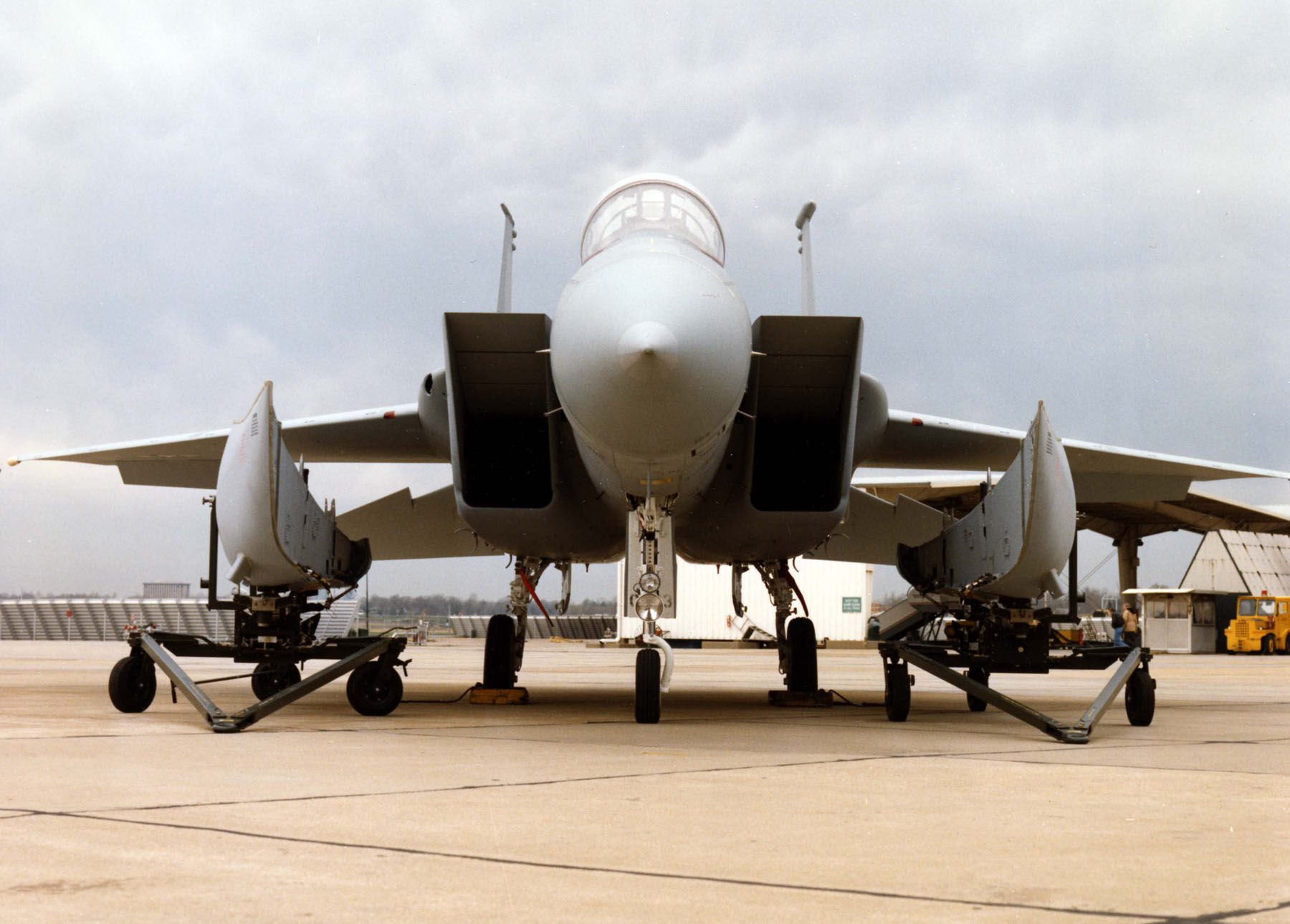
F-15: FAST-Packs links und rechts
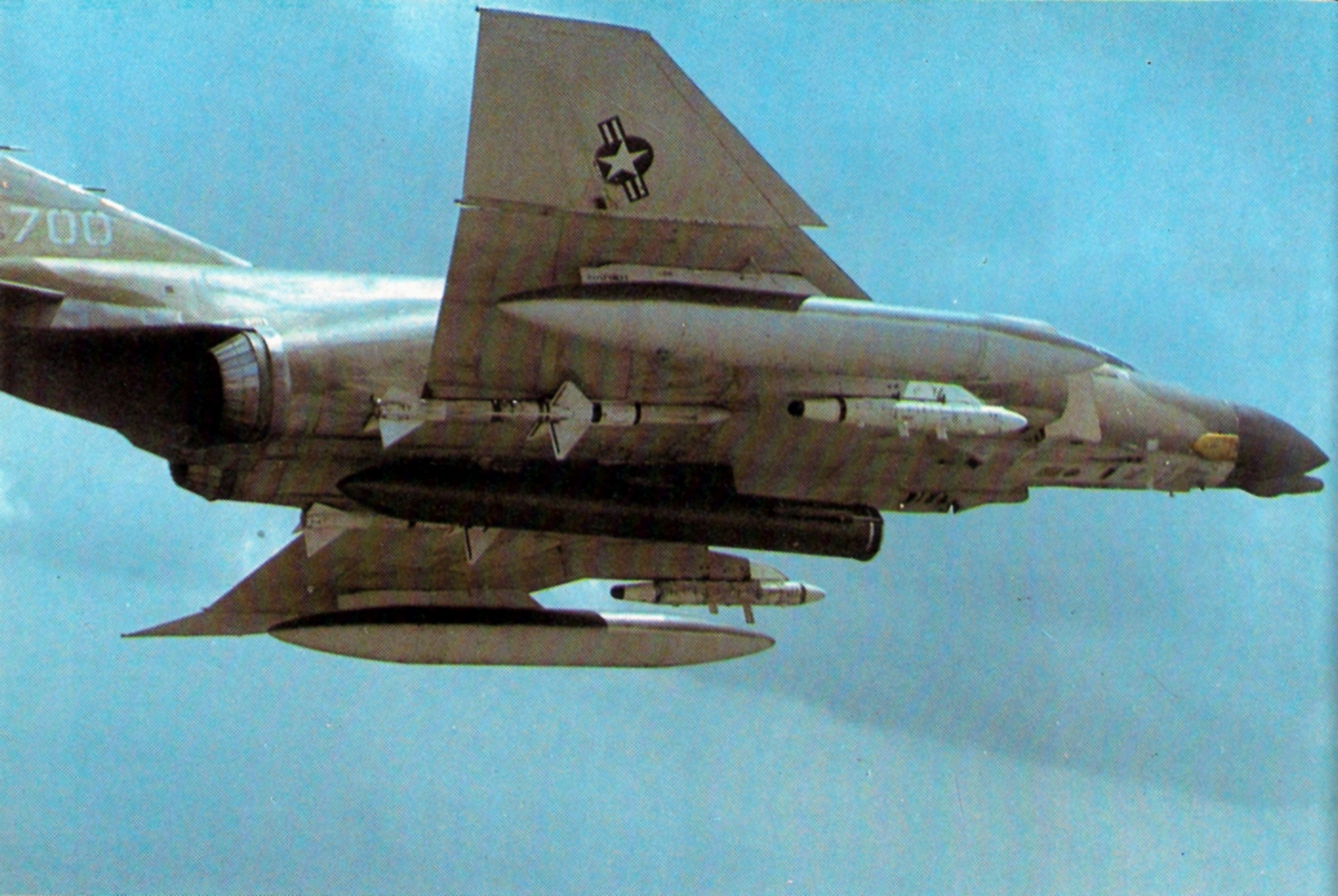
F-4D: Schwarzer Pave Sword Laserzielbehälter mit flachem Kopf für maximalen Luftwiderstand
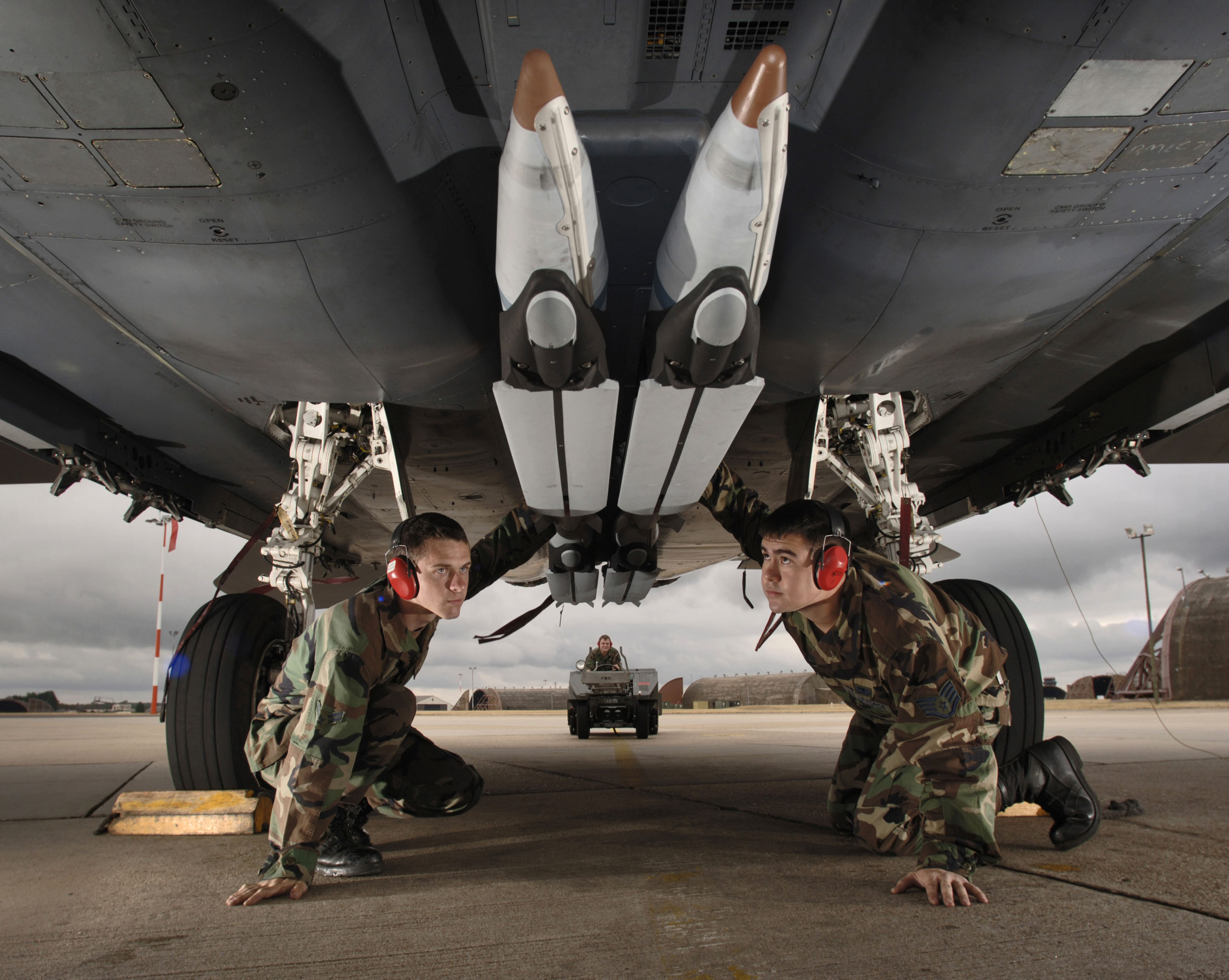
F-15E: Small Diameter Bombs im Tandem direkt am Unterrumpf

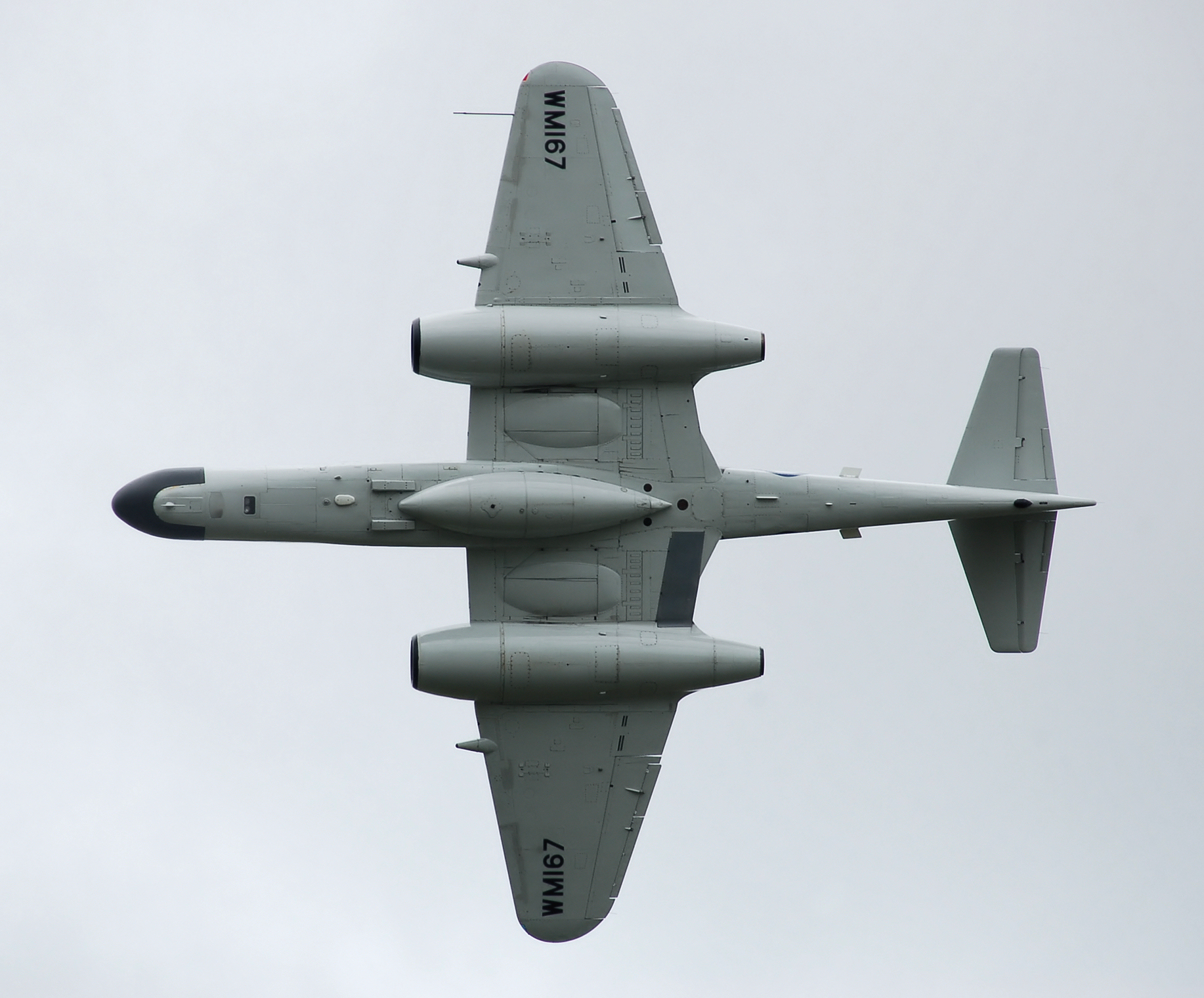
Gloster Meteor: Treibstoffblase unter dem Rumpf
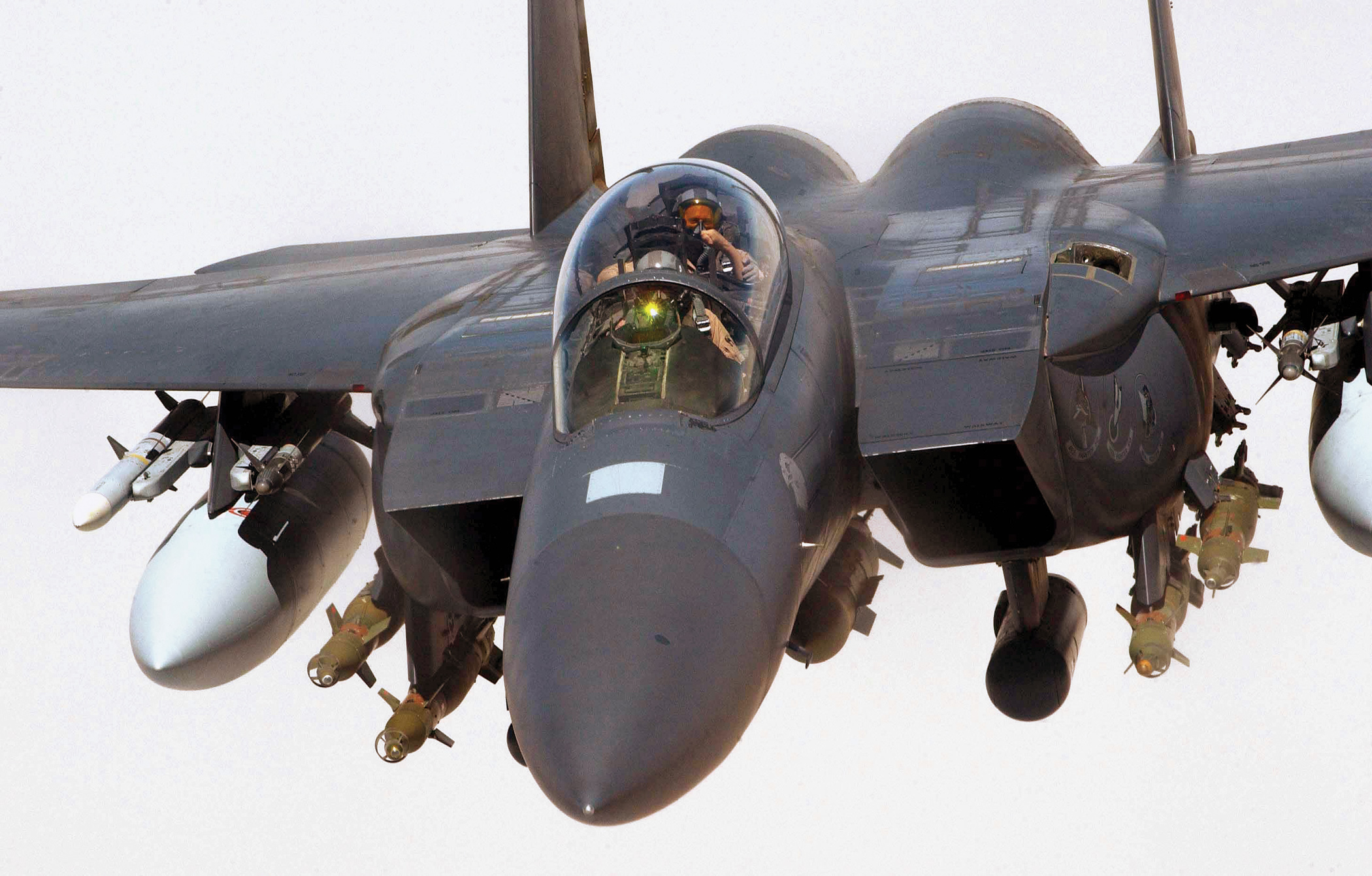
F-15E: Mit Conformal Fuel Tanks und Außenlasten
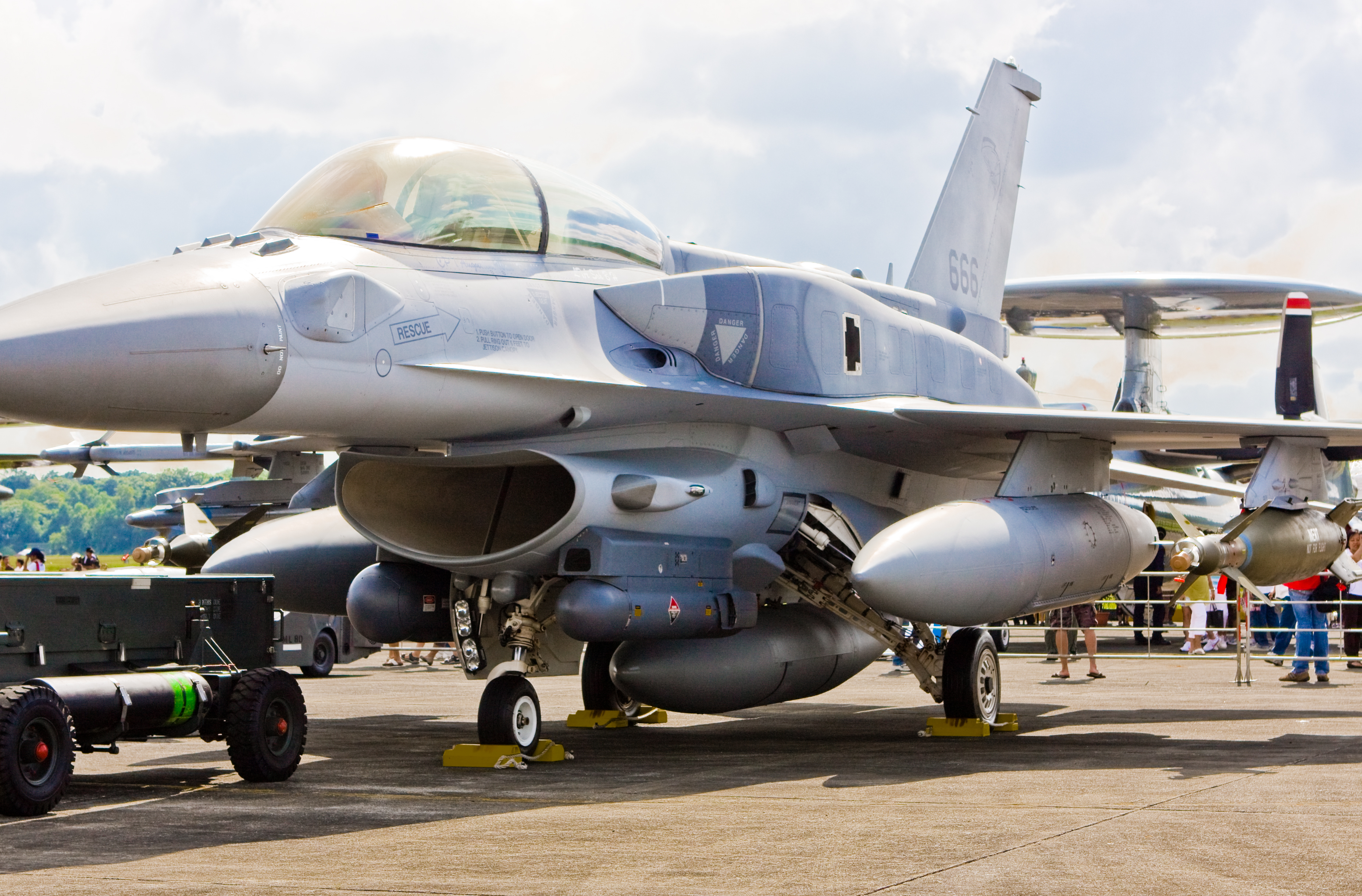
F-16D: Oben Conformal Fuel Tank auf dem Rumpf, unten Aerodynamik-GAU
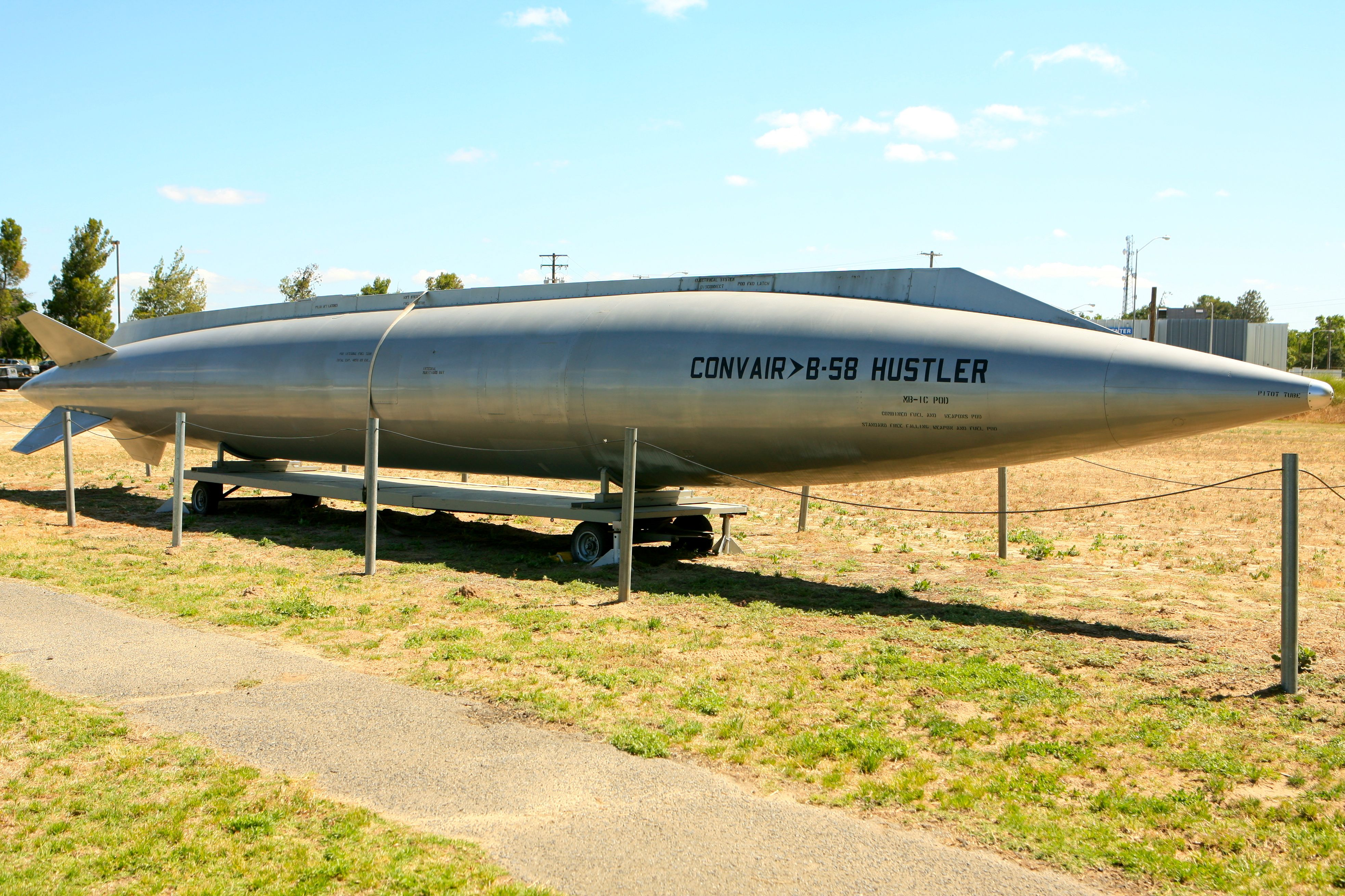
B-58: Kraftstofftank mit integrierter Kernwaffe
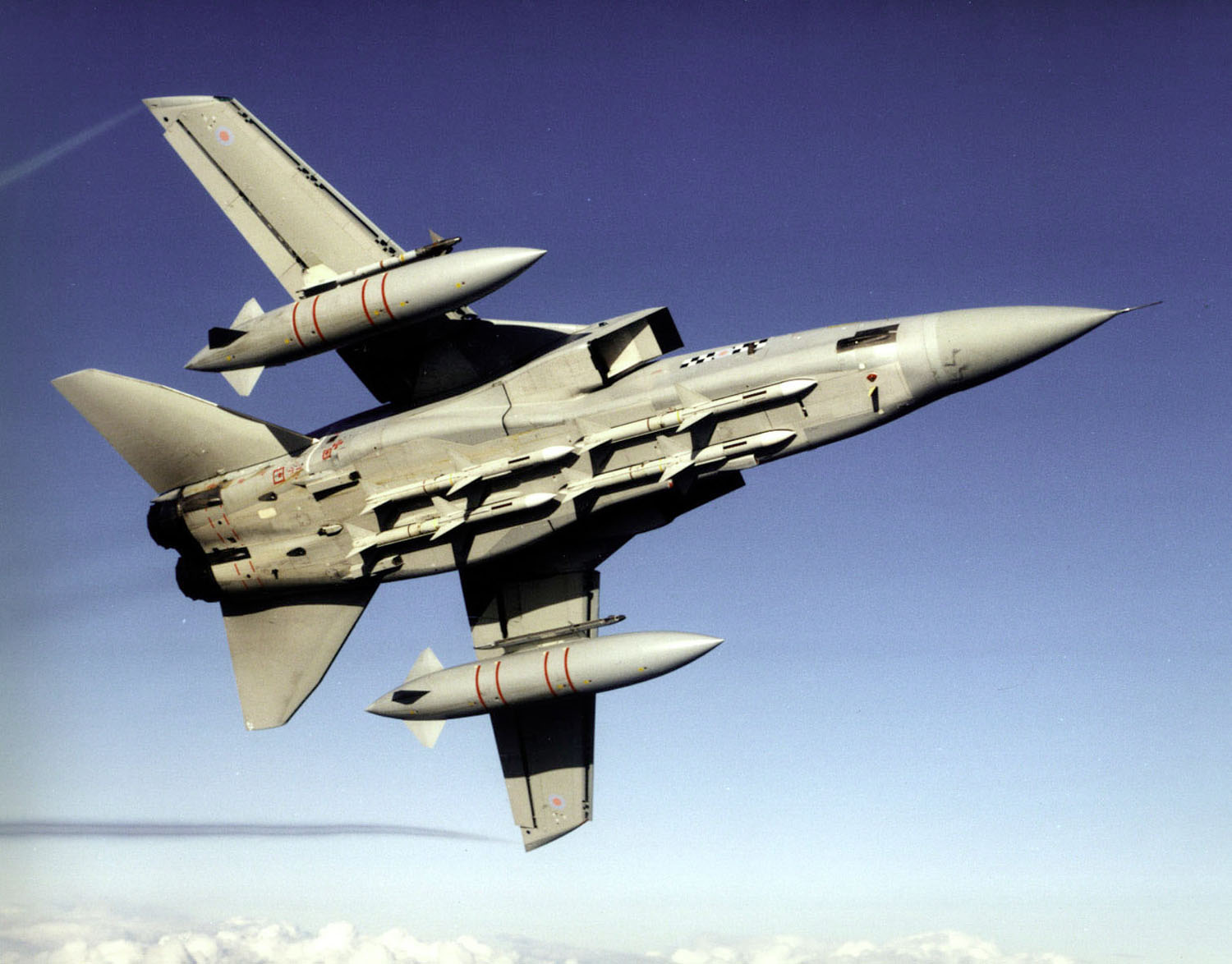
Tornado ADV: Vier Waffen als Tandem am Rumpf
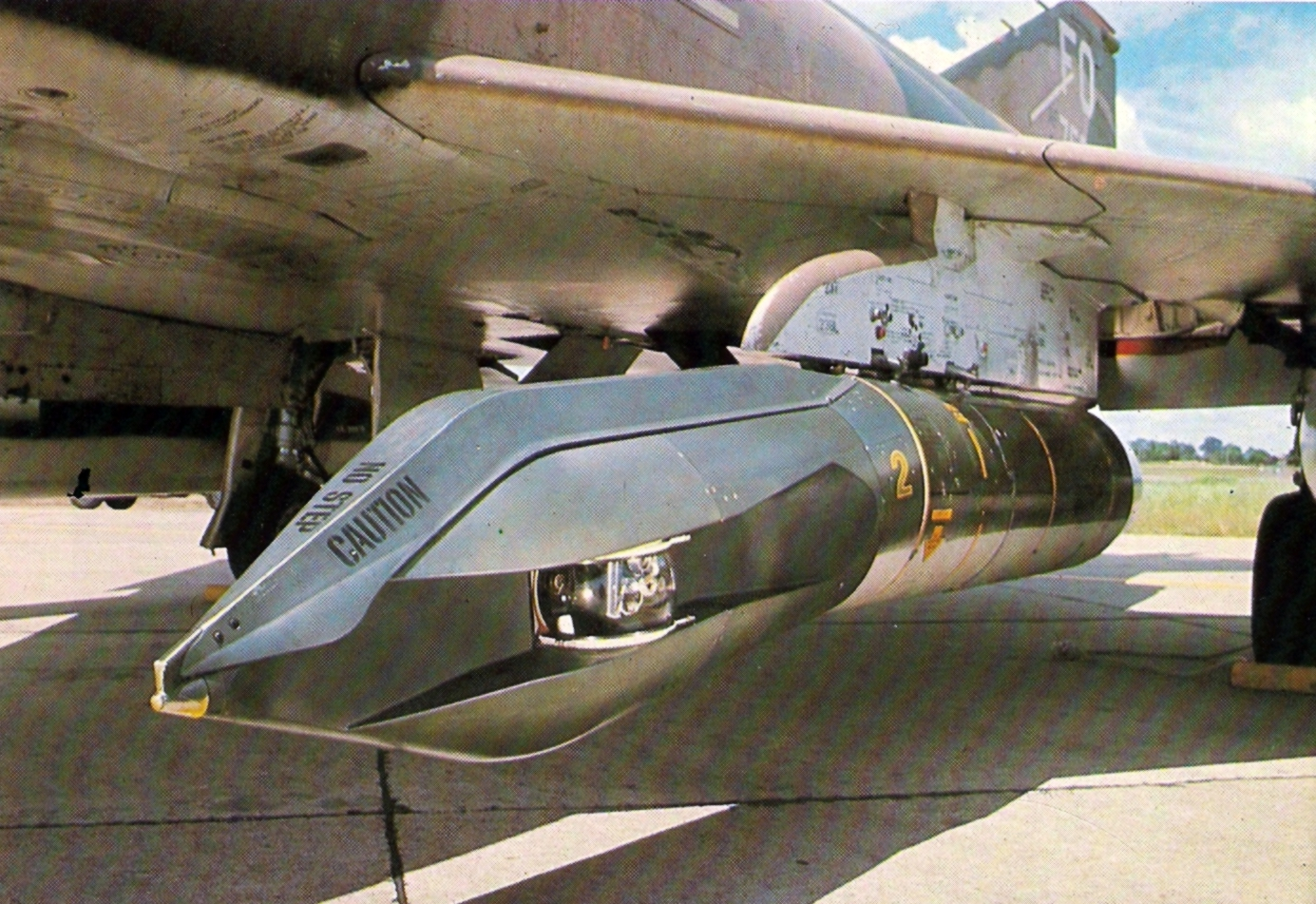
F-4D: Aerodynamischer Pave Knife Laserzielbehälter
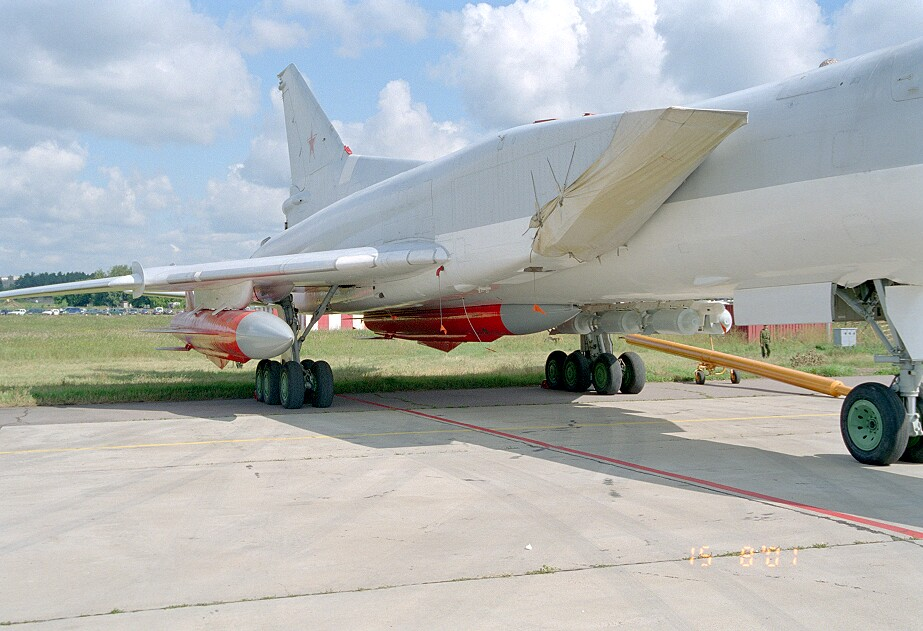
Tu-22M: Eine Kh-22 halbversenkt unter dem Rumpf